# Alfa Romeo 16C Bimotore
Der Alfa Romeo 16C Bimotore war ein einsitziger Rennwagen (Monoposto), der 1935 in zwei Exemplaren hergestellt wurde.

## Hintergründe
Der „Bimotore“ entstand aus einer Idee Enzo Ferraris, der mit seinem Rennstall Scuderia Ferrari seit 1933 die Einsätze der vom Stammwerk entwickelten Alfa-Romeo-Rennwagen übernommen hatte. Um der technischen Überlegenheit von Mercedes-Benz W 25 und Auto Union Typ B zumindest auf reinen Hochgeschwindigkeitskursen wie der Berliner Avus, der Monza-Rennbahn, oder der Rennstrecke von Mellaha im nordafrikanischen Tripolis etwas entgegensetzen zu können, wurde dafür die Idee eines übermotorisierten, aber auch überschweren "Bahnrennwagen" (englisch Track Car) wieder aufgegriffen, die schon während der "formellosen" Zeit bis 1933 zum Beispiel mit dem Alfa Romeo Tipo A in ähnlicher Form verfolgt worden war. Für Einsätze bei den offiziellen Internationalen Großen Preisen, für die in der geltenden Grand-Prix-Rennformel eine Gewichtsgrenze von 750 kg festgelegt war, kam ein solches Fahrzeug allerdings von vorneherein nicht in Frage.
Die Aufgabe, das neue Auto zu entwerfen, wurde im Januar 1935 Luigi Bazzi, dem technischen Leiter des Teams übertragen, das es in nur vier Monaten entwerfen und bauen musste, um am Grand Prix von Tripolis und dem AVUS-Rennen in Berlin teilnehmen zu können.

## Konstruktion
Durch die Modifizierung eines Fahrgestells des alten Alfa Romeo Tipo B ("P3") konnten zwei 8-Zylinder-Motoren eingebaut werden, ein Motor vor und einer hinter dem Fahrer. Sie waren mit einer langen Welle gekoppelt und wirkten auf eine gemeinsame Kupplung und ein gemeinsames Getriebe. Die Leistung wurde über Kegelräder über zwei seitliche Wellen auf die Hinterräder übertragen.
Ein erstes Exemplar mit zwei Motoren von je 2905 cm³ Hubraum wurde für Tests vorbereitet, die am 10. April 1935 von Attilio Marinoni und Tazio Nuvolari auf dem Autobahnabschnitt Brescia-Bergamo durchgeführt wurden und Geschwindigkeiten von mehr 280 km/h erbrachten.
Gegenüber der Presse hieß es, man sei zuversichtlich, mit wenigen Änderungen 340 km/h erreichen zu können. Die Testfahrer erkannten aber die Schwierigkeiten bei der Kraftübertragung und das Verteilungs-Ungleichgewicht auf den Achsen und meldeten sie der Technik-Abteilung der Scuderia.
Da das Projekt unter großem Zeitdruck stand, fehlte die Zeit neue Lösungen zu finden und damit zu experimentieren. So erhielt das zweite im Bau befindliche Modell Motoren mit einem Hubraum von jeweils 3165 cm³ und mit erhöhter Motorleistung. Die Gesamtleistung lag bei 540 PS.
Das Ergebnis war ein leistungsstarkes Auto mit einigen neuen Funktionen, die erforderlich waren, um die Kraft der beiden Motoren an die Hinterräder zu übertragen.
Einer der Wagen stellte einige Geschwindigkeitsrekorde auf.

## Rennhistorie

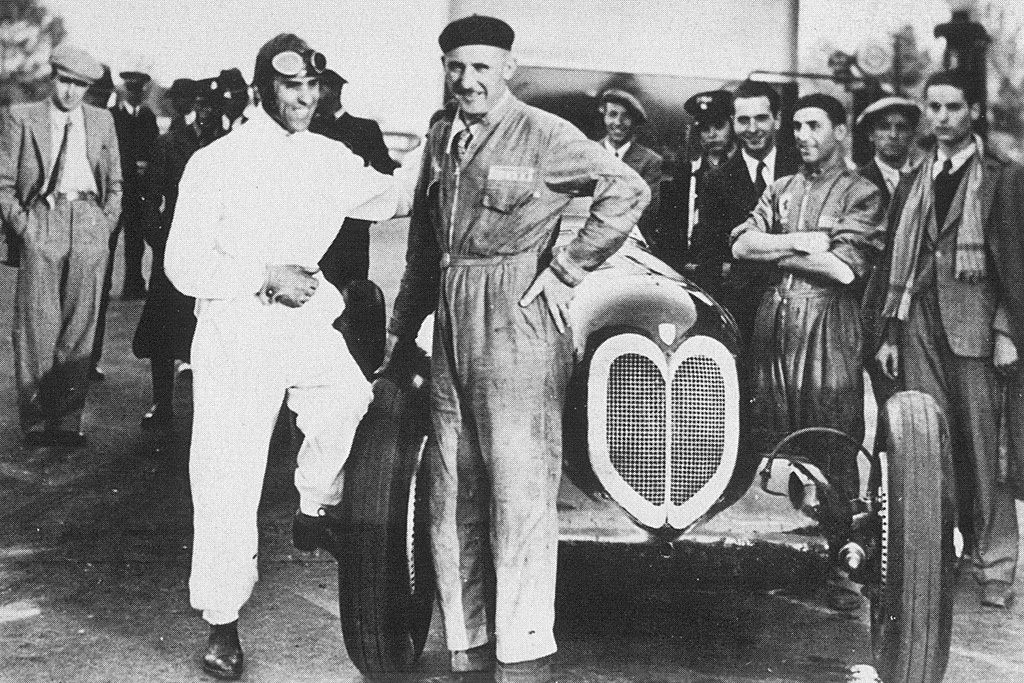
Nuvolari und Bazzi vor dem AR 16C, am 16. Juni 1935 in Altopascio entlang der Autobahn Firenze-Mare. Kurz vor dem Versuch den Geschwindigkeitsrekord aufzustellen.

Am 12. Mai 1935 starteten die beiden „Bimotore“ beim Grand Prix von Tripolis auf der Rennstrecke von Mellaha. Sie wurden Nuvolari und Louis Chiron gefahren, die als Vierte und Fünfte mit deutlichem Abstand zu den Mercedes-Benz W 25 von Caracciola und Luigi Fagioli sowie dem Auto Union Typ B von Achille Varzi ankamen. Die Hauptprobleme bestanden in der Instabilität der Wagen beim Herausbeschleunigen aus den Kurven, weil die Leistung schwer zu dosieren war, einem sehr unruhigen Verhalten auf den Geraden, das es nicht ermöglichte, die Leistung der Motoren voll auszunutzen, und einem ungeheuren Reifenverbrauch: Während des Rennens musste Nuvolari die Hinterreifen achtmal wechseln. Diese Reifenprobleme trugen letztlich auch maßgeblich zur Beendigung des Projekts bei.
Nach einigen Modifikationen zur Verbesserung des Setups wurden am 26. Mai 1935 die beiden erneut von Nuvolari und Chiron gelenkten Wagen beim „5. Internationalen Avusrennen“ in Berlin eingesetzt. Aber die Probleme waren nicht gelöst und trotz der Länge der AVUS-Geraden gewann Fagiolis Mercedes W 25 B das Rennen, gefolgt von Chirons „Bimotore“ mit einem deutlichen Abstand von einer Minute und fünfunddreißig Sekunden. Nuvolari konnte das Rennen nicht beenden.
Nuvolari sagte zu Ferrari und Bazzi, dass eine Weiterentwicklung des Wagens keinen wirklichen Sinn machen würde und dass der „Bimotore“ kein Auto sei, um zu GP-Rennen anzutreten. Er schlug vor, zum veralteten "P3" zurückzukehren, bis ein neues Fahrzeug (in Ruhe) konstruiert und einsatzbereit sei.
Wie richtig er mit dieser Prognose lag, zeigte er eindrucksvoll mit seinem Sieg beim VIII. Großen Preis von Deutschland am 28. Juli 1935, als er bei einem der weltweit bekanntesten Motorsportereignisse, die deutsche Auto- und Fahrerelite hinter sich ließ.
Das „Bimotore“-Projekt konnte jedoch ohne Gesichtsverlust nicht eingestellt werden, ohne einige wertvolle Ergebnisse erzielt zu haben. Deswegen wurde beschlossen, einen der Prototypen zu verwenden, um die Geschwindigkeitsrekorde über den „fliegenden Kilometer“ und die „fliegenden Meile“ anzugreifen. Gemessen wird bei diesen Rekordversuchen nicht ab dem Start aus dem Stand, sondern eine durchfahrene Wegstrecke ab der in einer „Anlaufzone“ erreichten Anfangsgeschwindigkeit.
Auf der Autobahn Firenze-Mare erreichte Nuvolari am 15. Juni 1935 mit einer Geschwindigkeit von 321,428 km/h über den Kilometer und 323,125 km/h über die Meile europäische Rekorde. Bei einem ohne Distanzbeschränkung durchgeführten Test erreichte er sogar eine Geschwindigkeit 364 km/h. Nuvolari hatte wegen des starken Windes und der Instabilität des Autos zweimal einen Unfall riskiert. Nach Erreichen dieses Projektzieles wurde der „Bimotore“ endgültig „zu den Akten gelegt“, um die gesamte Energie für das Projekt und den Bau der zukünftigen „Alfetta“ einzusetzen.

## Verbleib
Einen der beiden „Bimotore“ kaufte ein britisches Team; das Auto wurde nach dem Zweiten Weltkrieg als "Aitken-Alfa-Romeo" mit nur noch einem Motor vorwiegend bei nationalen Formel-1-Rennen in Großbritannien eingesetzt. Das andere Fahrzeug fand keinen Käufer und wurde verschrottet.
Das erhaltene Exemplar wurde nach verschiedenen Umzügen, Weiterverkäufen und Modifikationen in Neuseeland wiederentdeckt und in den 1990er Jahren von einem englischen Sammler restauriert. In den 1970er Jahren fertigte Alfa Romeo auf der Grundlage der ursprünglichen Entwürfe eine Nachbildung des „16C Bimotore“ an. Das Replikat, dase Giuseppe Luraghi hauptsächlich für Ausstellungszwecke im Museo storico Alfa Romeo in Auftrag gegeben hatte, zeichnet sich durch eine „didaktische Karosserie“ mit transparenten Seitenteilen aus, durch die die beiden Motoren zu sehen sind.
Der bedeutendste Unterschied zwischen den beiden Autos liegt in den unterschiedlichen Firmenzeichen auf dem Kühlergrill und an den Seiten. Das nachgebaute Auto trägt das neuere Markenzeichen Alfa Romeo, während es beim Originalauto das klassische „Scudetto“ der Scuderia Ferrari mit einem sich aufbäumenden Pferd auf gelbem Feld ist. Tatsächlich hatte Enzo Ferrari zu beiden „Bimotore“ eine engere Beziehung, da er sie in seiner Werkstatt in Modena erstmals in beträchtlicher Eigenverantwortung selbst entwickeln und bauen konnte.
Er beschloss daher, die Autos mit dem Markenzeichen seines Teams auf die Strecke zu bringen und den Teamnamen „Alfa Romeo“ durch „Scuderia Ferrari“ zu ersetzen. Das rief bei Alfa Romeo zunächst keine Einwände hervor, wohl auch angesichts der schlechten Ergebnisse in den Rennen. Aber als das Auto einige Geschwindigkeitsrekorde erzielte, wurden Fotos von Nuvolari im Cockpit des „16C Bimotore“ mit dem Zeichen von Ferrari in der internationalen Presse veröffentlicht, was starken Protest bei Alfa Romeo auslöste und zu einem wütenden Streit mit Enzo Ferrari führte.
Dieses Detail hat eine gewisse historische Bedeutung, da es das Ferrari-Symbol zum ersten Mal als Automarke und nicht als Zeichen einer Sportmannschaft darstellt.

## Alfa Romeo 16C Bimotore im Museum

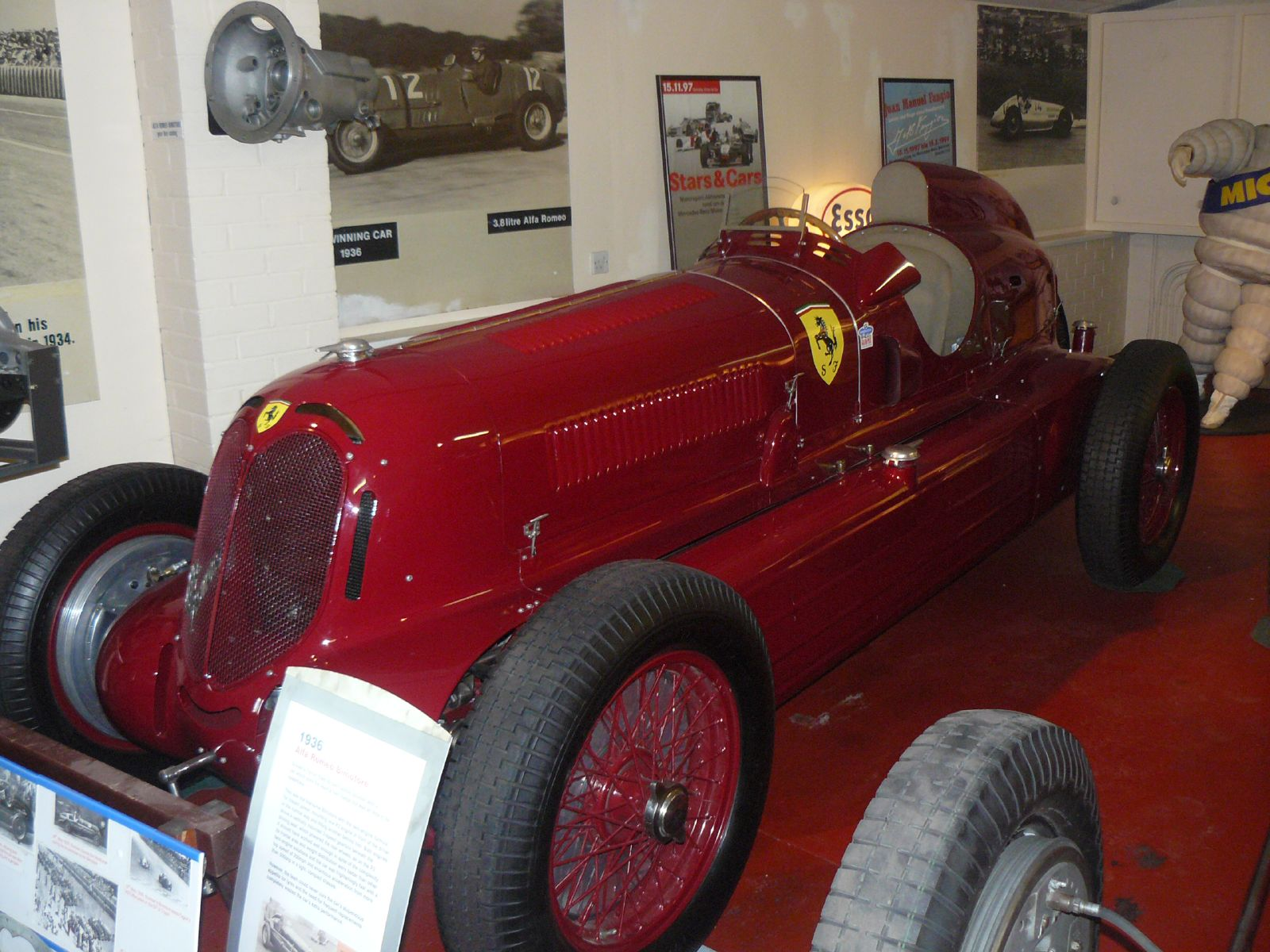
Das Originalfahrzeug mit den Ferrari-Logos und den authentischen roten Speichenrädern
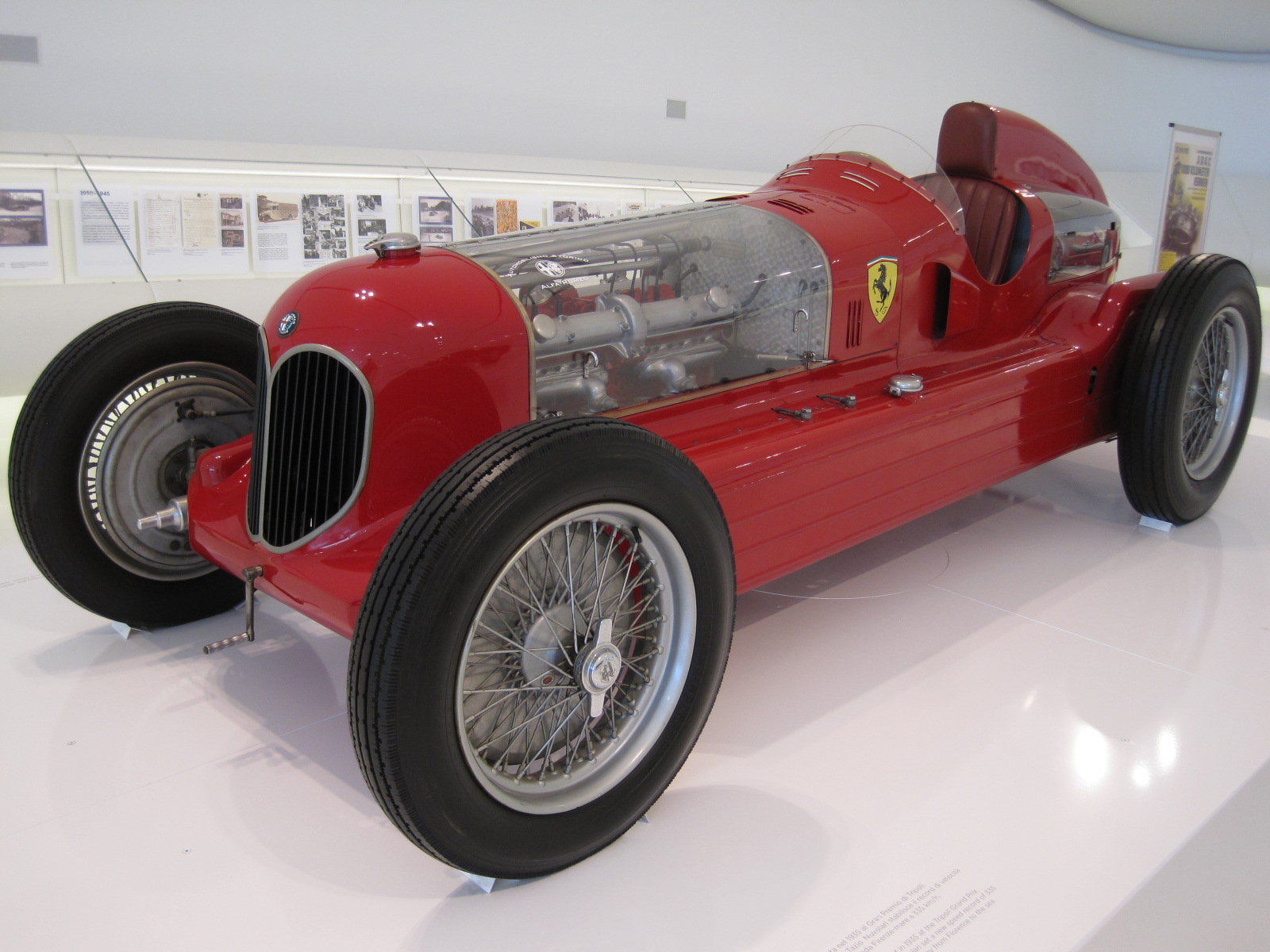
Der technisch 1 : 1 umgesetzte Nachbau von Giuseppe Luraghi mit den Einblicken in die Technik
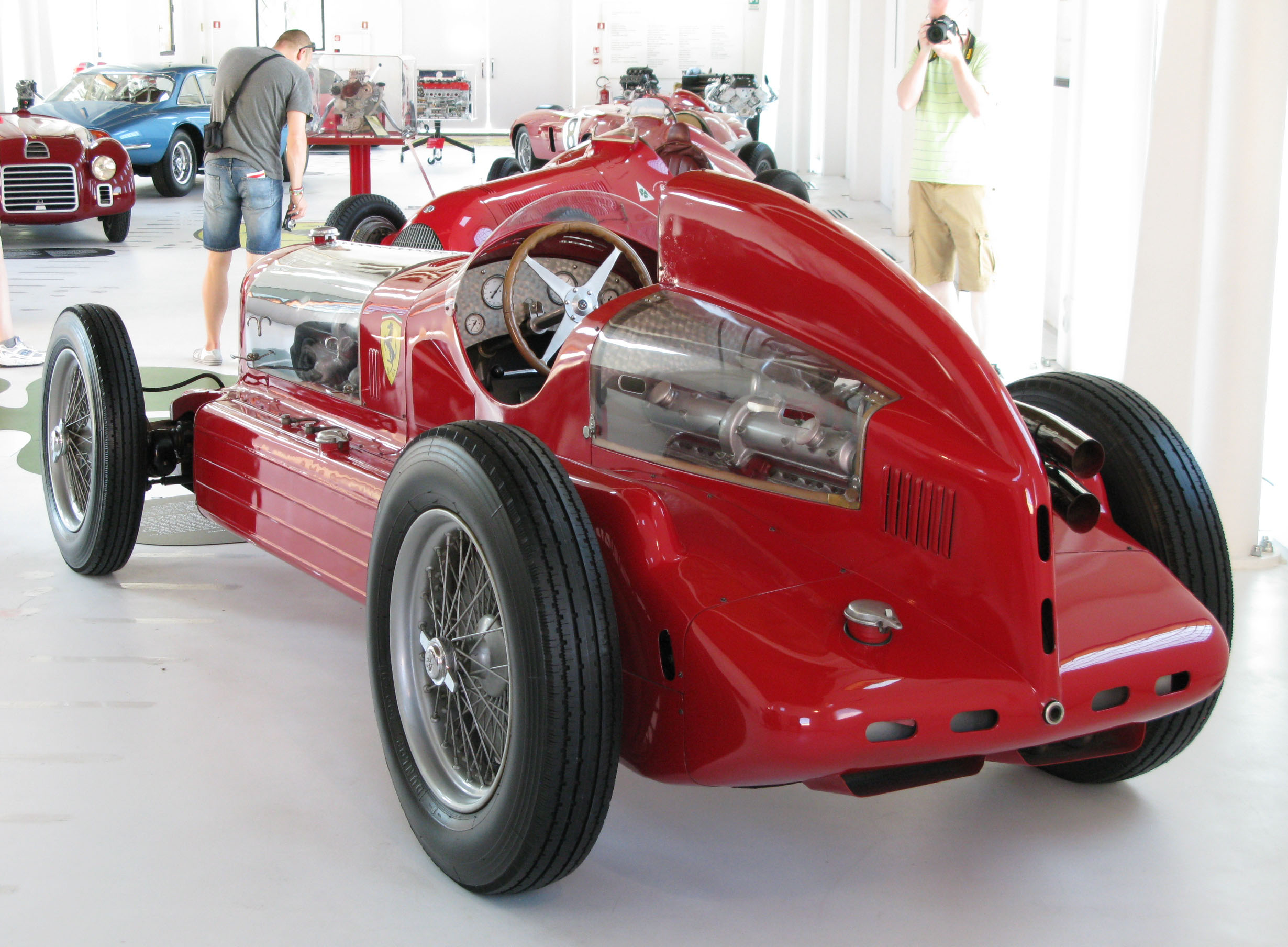
Heckansicht mit Blick auf den zweiten Motor
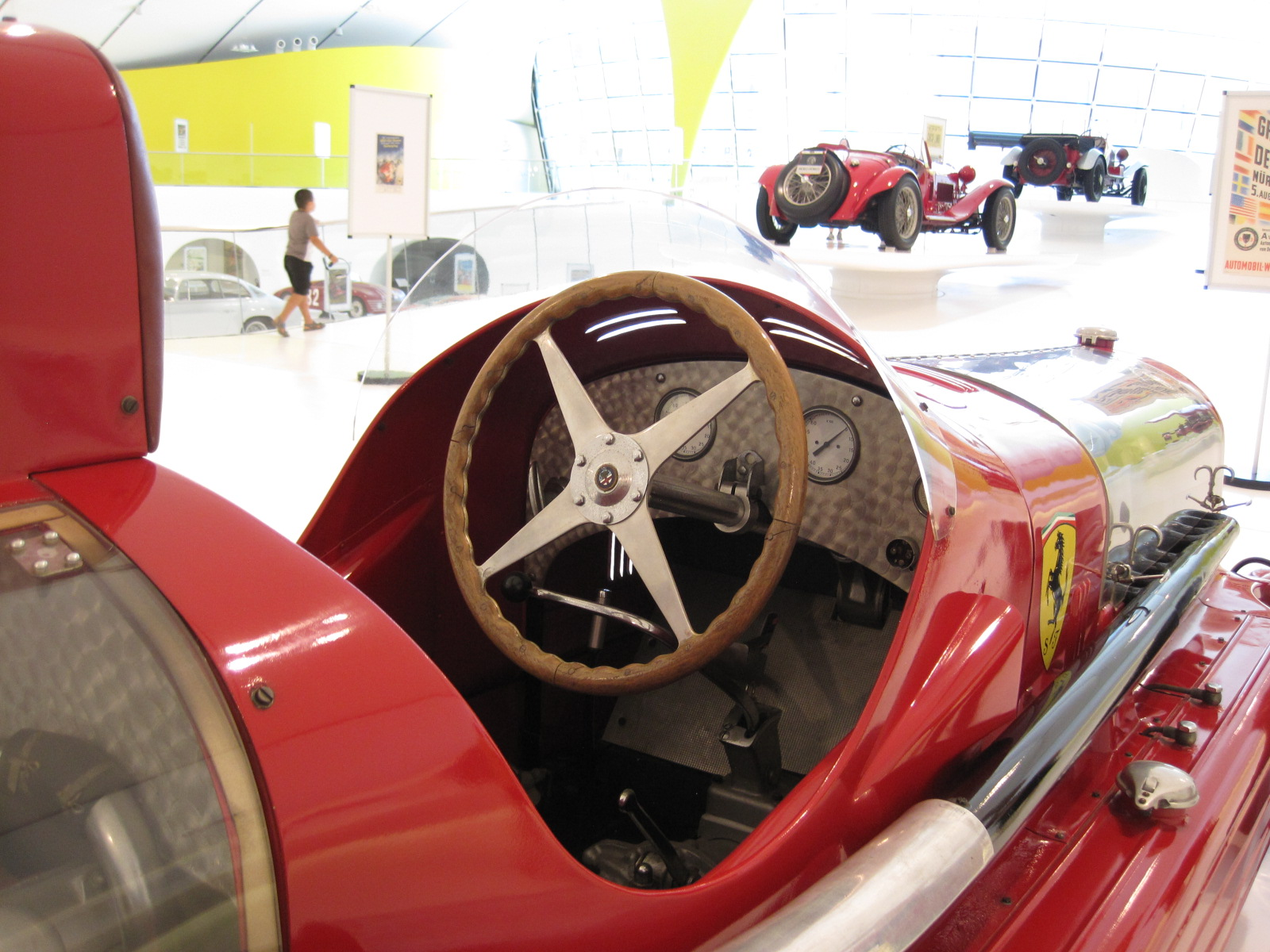

## Technische Informationen
|                           | Alfa Romeo 16C Bimotore                                          |
| ------------------------- | ---------------------------------------------------------------- |
| Motor                     | zwei 8-Zylinder-Reihenmotore, verbaut vor und hinter dem Cockpit |
| Hubraum                   | je 3165 cm² / 193,1 cu in                                        |
| Bohrung × Hub             | 71,0 mm × 100,0 mm                                               |
| Verdichtungsverhältnis    | 7,0 : 1                                                          |
| Leistung bei 1/min        | je 270 PS (201 kW) bei 5400                                      |
| Ventilsteuerung           | zwei obenliegende Nockenwellen / 2 Ventile pro Zylinder          |
| Gemischaufbereitung       | je 2 Weber-Vergaser, je 1 Doppel-Roots-Gebläse                   |
| Kühlung                   | Wasser                                                           |
| Getriebe                  | 3-Gang-Getriebe, nicht synchronisiert (Hinterradantrieb)         |
| Bremsen                   | hydraulisch betätigte Trommelbremsen an allen Rädern             |
| Radaufhängung vorn        | Einzelradaufhängung an Kurbellenkern mit Querblattfedern         |
| Radaufhängung hinten      | Starrachse, zwei längsliegende halbelliptische Blattfedern       |
| Karosserie und Rahmen     | Aluminiumkarosserie auf Leiterrahmen                             |
| Radstand                  | 2800 mm                                                          |
| Spurweite vorn / hinten   | 1380 mm / 1380 mm                                                |
| Reifengröße vorn          | –                                                                |
| Reifengröße hinten        | –                                                                |
| Maße L × B × H            | 4200 mm × 1510 mm × 1290 mm                                      |
| Leergewicht (ohne Fahrer) | 1030 kg                                                          |
| Tankinhalt                | 170 l                                                            |
| Kraftstoffverbrauch       | –                                                                |
| Höchstgeschwindigkeit     | 321 km/h (199 mph)                                               |